# Schacks Verlag
Der Schacks Verlag war ein 1998 von den Brüdern Holger und Michael Schack in Leipzig gegründeter Spezialverlag für Daumenkinos, einer Sonderform des Miniaturbuchs. Zwischen 1999 und 2003 war die Familie Schack nach Abgabe von insgesamt 55 % der Anteile der Gesellschaft an Investoren und Mitarbeiter nur Minderheitsgesellschafter. Seit 2003 waren im Zuge einer Sanierung alle Anteile der Gesellschaft wieder in Familienbesitz. Geschäftsführender Gesellschafter war Holger Schack, das Unternehmen war unter der HRB 16171 beim Amtsgericht Leipzig eingetragen. Laut Mitteilung vom 8. Februar 2016 ist die Schacks-Verlagsgesellschaft für optische Spielzeuge und Werbemittel mbH aufgelöst.
Das Sortiment des Unternehmens umfasste rund 80 eigene Titel, die im Buchhandel und im Internet vertrieben wurden. Daneben importierte der Verlag berühmte Daumenkino-Sammelserien. 
Bereits seit 2000 befasste sich das Unternehmen mit Personalisierung bzw. Web-to-Print. Daumenkinos sowie weitere Produkte konnten in sehr kleinen Mengen mit den digitalen Bild- bzw. Videodaten von Firmenkunden und Privatnutzern individuell gestaltet und produziert werden.